# AJ Styles
Allen Neal Jones (* 2. června 1977), lépe znám pod svým ringovým jménem AJ Styles, je americký profesionální wrestler v současné době působící v největší wrestlingové společnosti světa, WWE v show SmackDown(za zmínku stojí to, že AJ Styles je první člověk, který držel TNA World Heavyweight Championship a zároveň WWE Championship).
Do roku 2013 působil v Total Nonstop Action Wrestling (TNA). Společně s Jamesem Stormem a Jeffem Jarrettem byl jediným wrestlerem, který v TNA působil již od prvního vysílání 19. června 2002. Předtím, než vstoupil do WWE, byl čtyřnásobný Světový šampion v těžké váze, třínásobný NWA Světový šampion v těžké váze a jednou držel TNA Světový šampionát v těžké váze, stal se zcela prvním TNA X Division šampionem a šestkrát držel Světový titul mezi týmy. Celkem v TNA držel 18 titulů. Stal se první wrestlerem z TNA, který se umístil na 1. místě v žebříčku od časopisu Pro Wrestling Illustrated, PWI 500.Jeho debut ve WWE začala dne 24.1. 2016, kde jako 3 účastník Royal Rumble, kde tehdy šlo o World Heavyweight Championship title, jehož držitel byl Roman Reigns, všechny překvapil svým naprosto nečekaným návratem a počátkem jeho kariéry ve WWE, která přetrvává dodnes.

## Kontroverze okolo finisheru (2013)
V současné době je jeho jméno skloňováno kvůli jinému tématu, než jsou jeho nadčasové výkony v ringu. To téma je kontroverze kvůli jeho finisheru Styles Clash, kterým přivodil vážné zranění několika jeho soupeřům, kvůli špatné aplikaci tohoto chvatu. Jeden z terčem zanedbání pořádné přípravy k tomuto zakončovacímu chvatu byl bývalý wrestler WWE, Yoshi Tatsu, který když při této chybě dopadl na hlavu, byl minimálně na rok vyřazen z wrestlingového byznysu, kvůli vážnému zranění. AJ Styles místo toho aby se obětím svého zanedbání omluvil, tak si radši nechal vyrobit tričko, které je k prodeji a má titulek „Cashing Checks and Breaking Necks“

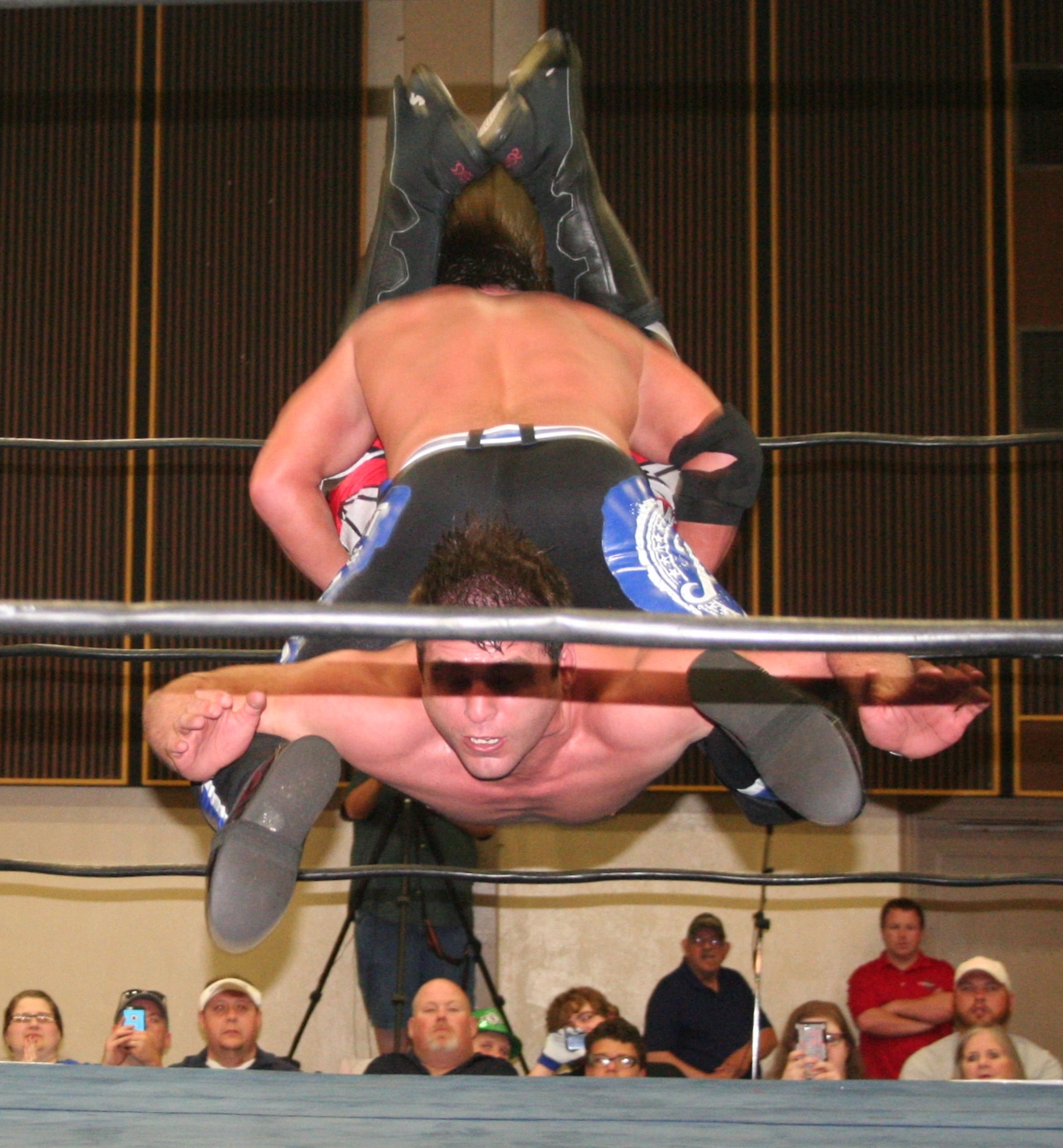
Styles Clash

## Chvaty

### Finishery
- Styles Clash
- Phenomenal Forearm
- Calf Killer/Crusher
- Frog Splash
- 450 Splash
- Bloody Sunday
- Spiral Tap

### Další chvaty
- Apron Brainbuster
- Vertical Suplex Neckbreaker
- Fosbury Flop
- Springboard Forearm Smash
- Styles Suplex Special (German Suplex + Belly To Belly Wheelbarrow Suplex)
- Fireman's Carry Backbreaker
- Rack Bomb
- Stylin' DDT
- Pelé Kick

## Šampionáty a úspěchy
- All Access Wrestling
  - AAW Heavyweight Championship (1x)
- Ballpark Brawl
  - Natural Heavyweight Championship (3x)
- Christian Wrestling Federation/Entertainment
  - CWF/E Heavyweight Championship (1x)
- Family Wrestling Entertainment
  - FWE Heavyweight Championship (1x)
- Independent Professional Wrestling (Florida)
  - IPW Heavyweight Championship (4x)
- Independent Wrestling Association Mid-South
  - IWA Mid-South Heavyweight Championship (1x)
  - Ted Petty Invitational (2004)
- International Wrestling Cartel
  - IWC Super Indies Championship (4x)
- Independent Wrestling Revolution
  - IWR King of The Indies Championship (1x))
- Maximum Pro Wrestling
  - Max-Pro Cruiserweight Championship (1x)
- Midwest Pro Wrestling
  - MPW Universal Heavyweight Championship (1x)
- New Japan Pro Wrestling
  - IWGP Heavyweight Championship (2x)
- New Korea Pro Wrestling Association
  - NKPWA Junior Heavyweight Championship (1x)
- NWA Wildside
  - NWA Wildside Heavyweight Championship (1x)
  - NWA Wildside Television Championship (3x)
- Pennsylvania Premiere Wrestling
  - PPW Tag Team Championship (1 time) - with Tommy Suede
- Pro Wrestling Guerrilla
  - PWG World Championship (1x)
- Pro Wrestling Illustrated
  - Tag Team of the Year (2006) with Christopher Daniels
  - Ranked No. 1 of the 500 best singles wrestlers of the year in the PWI 500 in 2010
- Revolution Pro Wrestling
  - RPW British Heavyweight Championship (1x)
- Ring of Honor
  - ROH Pure Championship (1 time)
  - ROH World Tag Team Championship (1x) – with Amazing Red
  - ROH Pure Wrestling Championship Tournament (2004)[citation needed]
- Total Nonstop Action Wrestling
  - NWA World Heavyweight Championship (3x)
  - NWA World Tag Team Championship (4 times) – with Jerry Lynn (1), Abyss (1), and Christopher Daniels (2)
  - TNA Legends/Global/Television Championship (2x)
  - TNA World Heavyweight Championship (2x)
  - TNA World Tag Team Championship (1x) – with Tomko (1) and Kurt Angle (1)
  - TNA X Division Championship (6x)
  - Bound For Glory Series (2013)
  - Gauntlet for the Gold (2007 – TNA World Tag Team Championship's No. 1 conterdership) – with Tomko
  - First TNA Triple Crown Champion (5x)
  - First TNA Grand Slam Champion (2x)
  - Feud of the Year (2005) vs. Christopher Daniels
  - Finisher of the Year (2003) Styles Clash
  - Match of the Year (2006) with Christopher Daniels vs. Homicide and Hernandez at No Surrender, September 24, 2006
  - Match of the Year (2009) vs. Sting at Bound for Glory, October 18, 2009
  - Mr. TNA (2003–2005)
  - Tag Team of the Year (2006) with Christopher Daniels
  - X Division Star of the Year (2004)
- World Wrestling All-Stars
  - WWA International Cruiserweight Championship (1x)
- Wrestling Observer Newsletter
  - 5 Star Match (2005) vs. Samoa Joe and Christopher Daniels at Unbreakable on September 11
  - Best Flying Wrestler (2005)
  - Best Wrestling Maneuver (2003, 2015) Styles Clash
  - Most Outstanding Wrestler (2014, 2015)
  - Pro Wrestling Match of the Year (2014) vs. Minoru Suzuki on August 1
  - Worst Worked Match of the Year (2006) TNA reverse battle royal on Impact!
  - Wrestler of the Year (2015)
- WWE
  - WWE (World) Championship (2x)
  - WWE United States Championship (2x)